# Biedenfeld (Adelsgeschlecht)

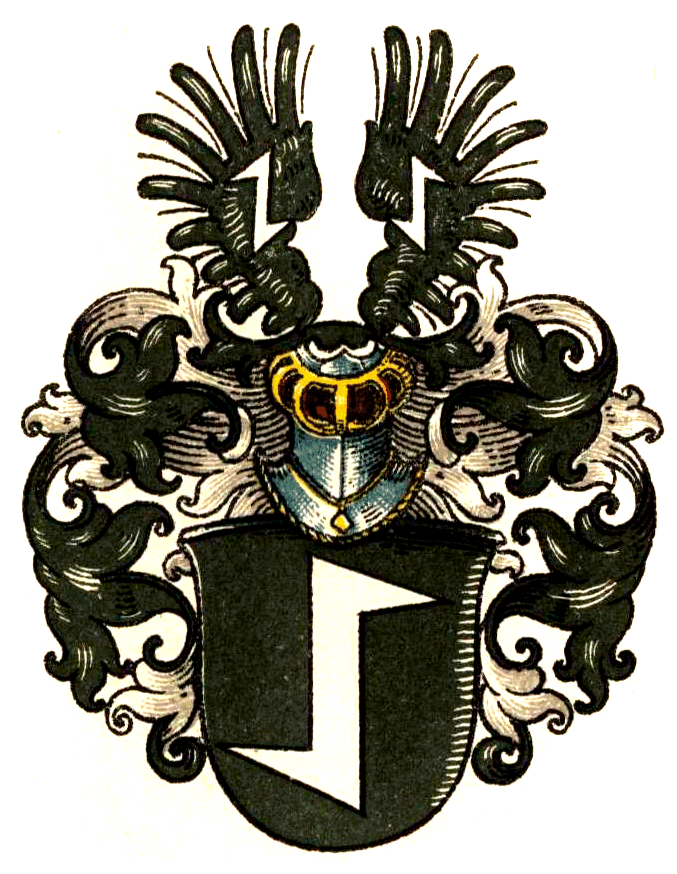
Wappen derer von Biedenfeld

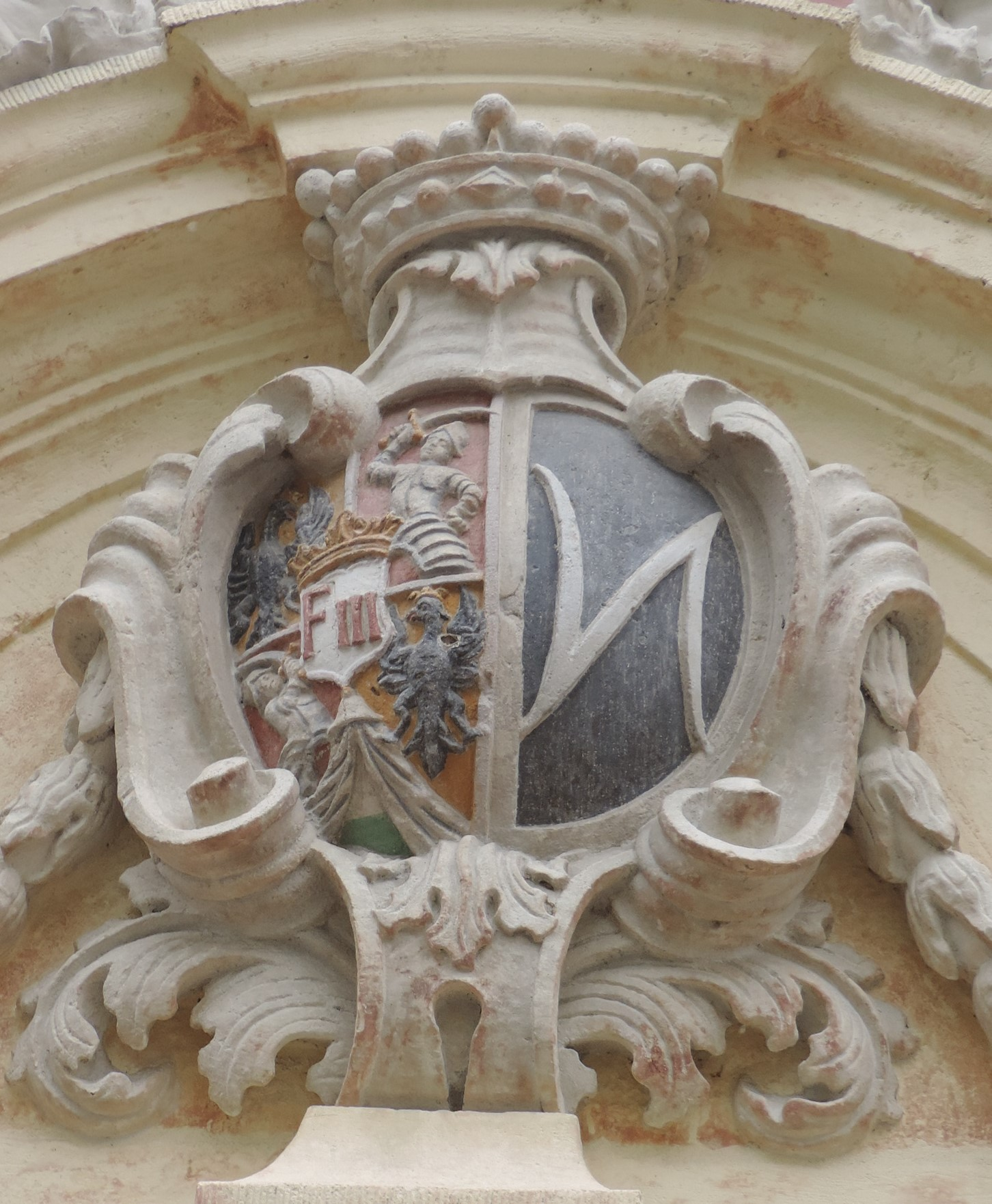
Allianzwappen von Weveld und Biedenfeld am Hauptportal des Weveldhauses in Neuburg an der Donau

Biedenfeld, auch Biedenfeldt oder Bidenfeldt, ist der Name eines alten oberhessischen Adelsgeschlechts, das vermutlich aus Büdefeld (heute wüst) bei Goldhausen stammte. Die Familie, deren Zweige zum Teil bis heute bestehen, gelangte später auch in Württemberg und Baden zu Besitz und Ansehen. Die in Hessen beheimatete Linie ist gegenwärtig noch Mitglied in der Althessischen Ritterschaft.

## Geschichte

### Herkunft
Erstmals urkundlich erwähnt wird das Geschlecht im Jahre 1215 mit den Brüdern Gerlach und Sifrid von Biedenfeld. Sie gehörten bis 1261 zu den Ganerben der Burg Blankenstein bei Gladenbach und waren danach über mehrere Jahrhunderte Burgmannen auf der Alten Burg Battenberg. Die ununterbrochene Stammreihe beginnt mit Johann von Biedenfeld zu Battenberg, der zwischen 1303 und 1339 in Urkunden erscheint.
Nach Gustav Adelbert Seyler gehörte auch der bereits 1180 urkundlich genannte G. (Gerlacus) dictus de Bydenvelt zur Familie. Der Leitname Gerlach wird noch bis Ende des 13. Jahrhunderts an Angehörige vergeben.

### Ausbreitung
Mitglieder der Familie gehörten zur Reichsritterschaft im fränkischen Ritterkreis. 1518 waren die Biedenfeld zusammen mit den Hundelshausen mit der Burg Berneburg in Berneburg bei Sontra in Niederhessen belehnt. Ruprecht von Biedenfeld behauptete 1523 fälschlich, wahrscheinlich um die Entfremdung vom Familiengut zu entschuldigen, dass außer ihm kein Biedenfeld mehr am Leben sei.
1656 wurde in Berneburg ein Wohnhaus in Fachwerk an der steinernen Kemenate, dem Teil einer ehemaligen Burg mit Wassergraben, für Hans Ernst von Biedenfeld errichtet.
Johann Christoph von Biedenfeld († 1731), herzoglich württembergischer Oberstleutnant, heiratete Christiana Leutrum von Ertingen. Aus der Ehe gingen die Söhne Gustav Ferdinand, Friedrich Christoph, Johann Carl und Ernst Wilhelm von Biedenfeld hervor. Er siedelte die Familie in Württemberg und Baden an, wo ihr vermutlich gewohnheitsrechtlich getragener Freiherrentitel anerkannt wurde.
Gustav Ferdinand von Biedenfeld war 1778 Herr zu Berneburg und Gosbach, Burgmann zu Sontra, herzoglich württembergischer Generalleutnant. Bereits am 15. November 1758 wurde er Obrist des 2. Commandant des Kreis-Infanterie-Regiments Württemberg, 1764 bis 1765 als Generalmajor Inhaber des Infanterie-Regiments v. Biedenfeld und von 1769 bis 1771 Inhaber des Füsilier-Regiment v. Biedenfeld sowie Generalmajor im schwäbischen Reichskreis. Gustav Ferdinand heiratete in erster Ehe Dorothea Ernestine von Gaisberg und in zweiter Ehe Johanna Margarethe von Kaltenthal. Gustav Friedrich von Biedenfeld (1748–1817), ein Sohn aus erster Ehe, wurde herzoglich württembergischer Major und Kammerherr, er heiratete Johanna Heinerica von Beulwitz. Sein Bruder Ernst Heinrich von Biedenfeld (1751–1826) wurde königlich sardinischer Premierleutnant und war zuletzt ebenfalls Kammerherr in Württemberg. Der jüngste der Brüder, Ferdinand Friedrich von Biedenfeld (1764–1834) wurde badischer Generalmajor und begründete die Linie im Großherzogtum Baden.
Ernst von Biedenfeld (1793–1849) war Kommandeur des 3. Bataillons des 3. badischen Infanterie-Regiments. Das gleiche Regiment befehligte er 1849 im Badischen Aufstand. Am 23. Juli 1849 übergab er die Festung Rastatt an die preußischen Truppen und wurde deshalb wegen Hoch- und Landesverrats am 6. August 1849 von einem Standgericht in Rastatt zum Tode durch Erschießen verurteilt. Das Urteil wurde am 9. August 1849 vollstreckt.
Sein Bruder war einer der bekanntesten Vertreter der Familie, der Autor und Publizist Ferdinand von Biedenfeld (1788–1862). Er war Theaterdirektor in Berlin und Weimar und Herausgeber der Zeitschrift Der Elegante. Er war der Letzte der Biedenfeld in Württemberg und Baden.
Rosa von Biedenfeld, geborene von Petrikowska, wurde am 5. Juni 1913 in das königlich sächsische Adelsbuch unter der Nummer 461 eingetragen.
Nachkommen derer „von Biedenfeld“ leben zurzeit in Hessen, Rheinland-Pfalz, Nürnberg, Dresden, der Oberlausitz und als „Biedenfeld“ in den USA.

## Wappen
Das Stammwappen zeigt in Schwarz eine silberne Wolfsangel. Auf dem Helm mit schwarz-silbernen Helmdecken ein offener schwarzen Flug, der das Schildzeichen gegengewendet wiederholt.

## Namensträger
- Gustav Ferdinand von Biedenfeld (1710–1785), württembergischer Generalleutnant; Sohn:
- Ferdinand Friedrich von Biedenfeld (1764–1834), badischer Generalmajor; Söhne:
- Wilhelm von Biedenfeld (1780–1842), deutscher Offizier, Mitglied der kurhessischen Ständeversammlung
- Ferdinand von Biedenfeld (1788–1862), deutscher Dichter, Dramaturg und Publizist
- Ernst von Biedenfeld (1793–1849), badischer Offizier und Kommandant in der Revolutionsarmee